# Fredrik Böök
Pour les articles homonymes, voir Böök.
Martin Fredrik Böök (12 mai 1883 à Kristianstad - 2 décembre 1961 à Copenhague) est un professeur suédois d'histoire littéraire à l'université de Lund, critique littéraire et écrivain. Il écrit des biographies et des livres sur la littérature suédoise.

## Biographie
Fredrik Böök est diplômé de philosophie à l'Université de Lund en 1903, licencié en philosophie et professeur agrégé d'histoire littéraire en 1907 et docteur en philosophie en 1908. En 1920, il devient professeur d'histoire littéraire à l'Université de Lund.
Aux côtés d'Henrik Schück, Böök est pendant des décennies l'érudit et critique littéraire suédois le plus influent (et le plus redouté). Il est critique de livres pour le journal Svenska Dagbladet, succédant à Oscar Levertin. En 1922, il devient membre de l'Académie suédoise, siège 10. Pendant la Seconde Guerre mondiale, Böök soutient activement la cause de l'Allemagne en tant que puissance belligérante. Après la guerre, il perd son rôle dominant dans le domaine littéraire. Sa biographie est écrite en 1994 par Svante Nordin,.
En 1907, Fredrik Böök épouse Tora Olsson. Leur fils Klas Böök (1909-1980) devient chef de la Banque de Suède et plus tard ambassadeur.